# Iraquara (kommun)
Iraquara är en kommun i Brasilien.   Den ligger i delstaten Bahia, i den östra delen av landet, 800 km nordost om huvudstaden Brasília. Antalet invånare är 22 607. Arean är 800 kvadratkilometer.
Terrängen i Iraquara är huvudsakligen kuperad, men den allra närmaste omgivningen är platt.
Följande samhällen finns i Iraquara:
- Iraquara

Omgivningarna runt Iraquara är huvudsakligen savann. Runt Iraquara är det ganska glesbefolkat, med 23 invånare per kvadratkilometer.